# Specklinia simmleriana
Specklinia simmleriana là một loài thực vật có hoa trong họ Lan. Loài này được (Rendle) Luer mô tả khoa học đầu tiên năm 2004.